# Barycholos
Barycholos là một chi động vật lưỡng cư trong họ Strabomantidae, thuộc bộ Anura. Chi này có 2 loài và không bị đe dọa tuyệt chủng.

## Hình ảnh

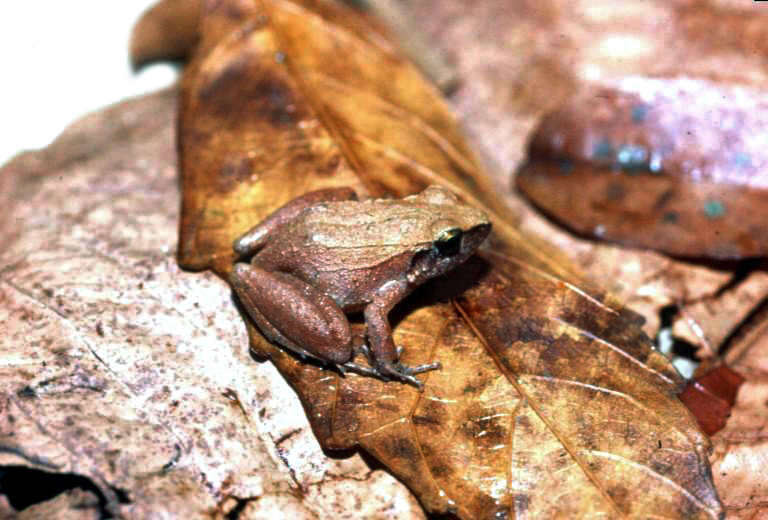